# Joppa braunsii
Joppa braunsii là một loài tò vò trong họ Ichneumonidae.